# Rhoma Irama
Rhoma Irama, właśc. Raden Haji Oma Irama (ur. 11 grudnia 1947 w Tasikmalaya) – indonezyjski muzyk i aktor. Jest czołowym wykonawcą muzyki dangdut w Indonezji.
Swoją karierę muzyczną rozpoczął w późnych latach 60. XX wieku jako członek grupy Orkes Melayu Purnama. W 1971 r. założył zespół Soneta Group. Od lat 70. jego twórczość koncentruje się bardziej na tematach religijnych i społecznych, niosąc przesłanie islamu.

## Dyskografia

### Sprzed okresu grupy Soneta
| - Djangan Kau Marah - Di Rumah Sadja - Di Dalam Bemo - Biarkan Aku Pergi | - Anak Pertama - Djenggo - In Dan Dip - Pemburu |

### OM Soneta
| - Dangdut - Surat Terakhir - Berbulan Madu - Gelandangan | - Joget - Janda Kembang - Tiada Lagi |

### Soneta Group
| - Soneta Vol-1 Begadang (1973) - Soneta Vol-2 Penasaran (1974) - Soneta Vol-3 Rupiah (1975) - Soneta Vol-4 Darah Muda (1975) - Soneta Vol-5 Musik (1976) - Soneta Vol-6 135.000.000 (1977) - Soneta Vol-7 Santai (1977) - Soneta Vol-8 Hak Azazi (1978) | - Soneta Vol-9 Begadang 2 (1979) - Soneta Vol-10 Sahabat (1980) - Soneta Vol-11 Indonesia (1980) - Soneta Vol-12 Renungan Dalam Nada (1981) - Soneta Vol-13 Emansipasi Wanita (1983) - Soneta Vol-14 Judi (1988) - Soneta Vol-15 Gali Lobang Tutup Lobang (1989) - Soneta Vol-16 Bujangan (1994) |

### Ścieżki dźwiękowe i kompilacje filmowe
| - Oma Irama Penasaran - Gitar Tua Oma Irama - Darah Muda - Begadang - Berkelana I - Berkelana II - Raja Dangdut - Camelia - Cinta Segitiga | - Perjuangan dan Doa - Melodi Cinta - Badai di Awal Bahagia - Sebuah Pengorbanan - Cinta Kembar - Pengabdian - Satria Bergitar - Kemilau Cinta di Langit Jingga | - Menggapai Matahari I - Menggapai Matahari II - Nada-Nada Rindu - Bunga Desa - Jaka Swara - Nada dan Dakwah - Tabir Biru - Dawai 2 Asmara |

### Albumy solowe
| - Pemilu (1982) - Lebaran (1984) - Persaingan (1986) - Haji (1988) - Modern (1989) - Haram (1990) - Salawat Nabi (1991) | - Kehilangan Tongkat (1993) - Rana Duka (1994) - Stress (1995) - Baca (1995) - Viva Dangdut 1996 - Mirasantika (1997) | - Gulali (1998) - The Rough Guide to the Music of Indonesia (2000) - Euforia (2000) - Syahdu (2001) - Asmara (2003) - Jana Jana (2008) - Azza (2010) |

## Filmografia
- Oma Irama Penasaran (1976)
- Gitar Tua Oma Irama (1977)
- Darah Muda (1977)
- Rhoma Irama Berkelana I (1978)
- Rhoma Irama Berkelana II (1978)
- Begadang (1978)
- Raja Dangdut (1978)
- Cinta Segitiga (1979)
- Camelia (1979)
- Perjuangan dan Doa (1980)
- Melody Cinta Rhoma Irama (1980)
- Badai di Awal Bahagia (1981)
- Sebuah Pengorbanan (1982)
- Satria Bergitar (1984)
- Pengabdian (1984)
- Kemilau Cinta di Langit Jingga (1985)
- Menggapai Matahari I (1986)
- Menggapai Matahari II (1986)
- Nada-nada Rindu (1987)
- Bunga Desa (1988)
- Jaka Swara (1990)
- Nada dan Dakwah (1991)
- Tabir Biru (1992)
- Dawai 2 Asmara (2010)
- Sajadah Ka’bah (2011)